# Daan Lennard Liebrenz
Daan Lennard Liebrenz (* 2005) ist ein deutscher Filmschauspieler, der als Kinderdarsteller startete.

## Leben
Daan Lennard Liebrenz wurde im Alter von drei Jahren bei einem Komparsen-Auftrag seiner Schwester entdeckt. Ab 2011 wurde er regelmäßig als Kinderdarsteller bei Fernsehfilmen und Serienfolgen eingesetzt. Ab 2017 spielte er den jungen „Mikkel Nielsen“ in der Netflix-Serie Dark.

## Filmografie
- 2011: Ein starkes Team (Fernsehserie, Folge Eine Tote zuviel)
- 2011: Löwenzahn (Fernsehserie, Folge Leben und Sterben)
- 2012: Lotta und die großen Erwartungen
- 2012: Beutholomäus und der falsche Verdacht
- 2013: Krokodil
- 2013: Der Wagner-Clan. Eine Familiengeschichte (Fernsehfilm)
- 2013: Meeres Stille
- 2014: Doktorspiele
- 2014: Frauenherzen (Fernsehfilm)
- 2014: In aller Freundschaft (Fernsehserie, Folge Annäherungsversuche)
- 2015: Tag der Wahrheit
- 2015: Timm Thaler oder das verkaufte Lachen
- 2016: Das Programm (Fernsehfilm)
- 2016: Zwei Leben. Eine Hoffnung. (Fernsehfilm)
- 2017: Frühling – Zu früh geträumt
- 2017: Triple Ex (Fernsehserie, 5 Folgen)
- 2017–2019: Die Eifelpraxis (Fernsehserie, 3 Folgen)
- 2017–2020: Dark (Streamingserie, 26 Folgen)
- 2019: Das Traumschiff – Japan (Fernsehreihe)
- 2022: Der König von Palma
- 2024: Marie fängt Feuer – Herz über Kopf (Fernsehreihe)